# Roger Slifer
Roger Slifer (Morristown, 11 novembre 1954 – 30 marzo 2015) è stato un fumettista, sceneggiatore e produttore televisivo statunitense.
È noto in campo fumettistico soprattutto per i suoi cicli su Iron Man per la Marvel Comics nel 1976 e sulla serie Omega Men per la DC Comics negli anni ottanta, nella quale creò l'anti-eroe alieno Lobo insieme a Keith Giffen (Omega Men n. 3, giugno 1983).
È stato anche sceneggiatore e produttore televisivo per serie animate come Transformers, G.I. Joe, Jem and the Holograms, Vola mio mini pony e Yu-Gi-Oh!.
Ci sono inoltre alcuni personaggi immaginari chiamati con il suo nome: il personaggio Marvel Inferno, nemico di Ghost Rider, il cui nome da demone è "Slifer, Fear-Monger", e la carta Slifer the Sky Dragon di Yu-Gi-Oh!.
Investito da un'auto nel 2012 a Santa Monica, restò in coma per alcuni mesi, prima di essere trasferito in un centro di riabilitazione in Indiana, dove è deceduto nel 2015 all'età di 60 anni 